# Petelinje (Pivka, Slovenija)
Petelinje je naselje u slovenskoj Općini Pivki. Petelinje se nalazi u pokrajini Notranjskoj i statističkoj regiji Notranjsko-kraškoj. 

## Stanovništvo
Prema popisu stanovništva iz 2002. godine naselje je imalo 281 stanovnika.